# 阿芒日
阿芒日（法語：Amange，法語發音：[amɑ̃ʒ]）是法国汝拉省的一个市镇，属于多勒区。

## 地理
阿芒日（47°9'56"N, 5°33'53"E）面积6.77 平方千米，位于法国勃艮第-弗朗什-孔泰大區汝拉省，该省份为法国东部内陆省份，北起上索恩省，西北接科多尔省，西临索恩-卢瓦尔省，南至安省，东与杜省和瑞士接壤。
与阿芒日接壤的市镇（或旧市镇、城区）包括：奥夫朗日、欧德朗日、沙特努瓦、穆瓦塞、罗芒日、弗里扬日。

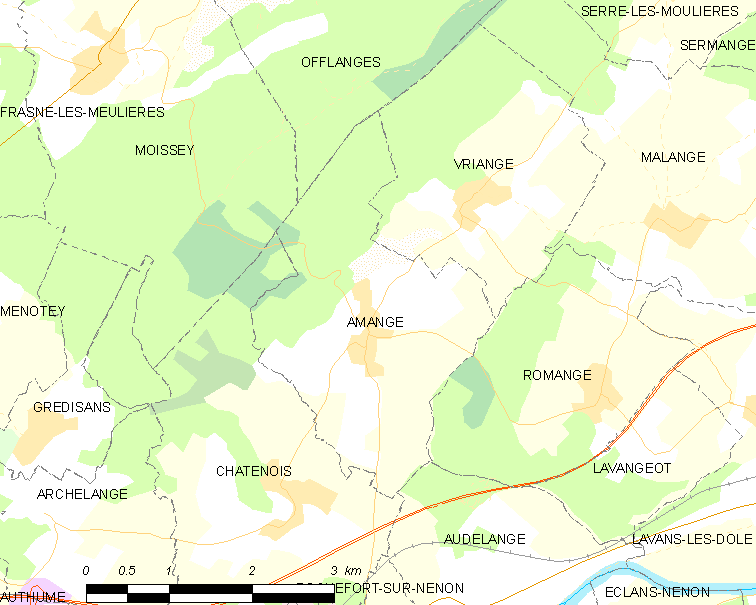
阿芒日的OSM定位图

阿芒日的时区为UTC+01:00、UTC+02:00（夏令时）。

## 行政
阿芒日的邮政编码为39700，INSEE市镇编码为39008。

## 政治
阿芒日所属的省级选区为欧蒂姆县。

## 人口

1962-2008年间阿芒日人口变化图示

阿芒日于2022年1月1日时的人口数量为432人。